# Titre pontifical
Ne doit pas être confondu avec Pape (titre).
Les titres pontificaux sont des appellations données au pape, qui expriment divers aspects de sa place et de son rôle dans la vie de l’Église catholique romaine. Ils sont tous liés au plus ancien et principal qui est celui d’évêque de Rome. L’Annuaire pontifical donne 7 titres officiels au pape. Le pape a, en 2013, huit titres officiels.

## Titres canoniques
- Évêque de Rome[2],[3] (en latin : episcopus romanus) est le titre le plus ancien et le plus important. Le pape est l'évêque diocésain[4] de l'Église de Rome. En effet, l'église particulière de Rome est un diocèse dont le siège est l'archibasilique Saint-Jean-de-Latran. Il est doublement siège apostolique, étant donné la mort de deux apôtres à Rome : Pierre et Paul. Cette prééminence comme premier siège apostolique lui est reconnue depuis les débuts du Christianisme par les autres Églises.
- Vicaire du Christ[2],[5],[6] (en latin : vicarius Christi)[6] est un titre introduit dans la titulaire papale par Gélase Ier (492-496)[6] qui est le premier évêque de Rome à en avoir été gratifié, au synode romain du 13 mai 495[7]. Durant les premiers siècles le terme ‘vicaire du Christ’ pouvait être appliqué, au sens étymologique du terme, c'est-à-dire de « substitut », à chaque évêque, car les évêques gouvernent leur Église locale et y agissent au nom même du Christ. C'est progressivement que le titre est réservé au Pape, l'évêque de Rome, et donc le Successeur de l'apôtre Pierre, à qui le Christ a confié la charge pastorale universelle : « - M'aimes-tu ? - Oui, Seigneur. Tu sais que je t'aime - Pais mes agneaux, pais mes brebis. » (Jn 21,15-17). Au XIIe siècle, le pape Innocent III proclamera solennellement : « Nous sommes le successeur du Prince des apôtres mais nous ne sommes pas son vicaire, ni le vicaire de quelque apôtre que ce soit. Nous sommes le Vicaire du Christ »[8]. Ce titre n'est pas reconnu au Pape par les confessions chrétiennes qui ont rompu leur communion avec Rome (Églises orthodoxes, et les diverses confessions protestantes). Dans l'Église catholique, tous les Codes de Droit canonique successifs reconnaissent juridiquement le titre ; le plus récent Code de droit canonique, actuellement en vigueur, promulgué en 1983 par le pape Jean-Paul II, définit, en son canon 331, que : « l'Évêque de l'Église de Rome, en qui demeure la charge que le Seigneur a donnée d'une manière singulière à Pierre, premier des Apôtres (…), est le chef du Collège des Évêques, le Vicaire du Christ et le Pasteur de l'Église tout entière sur cette terre ; c'est pourquoi il possède dans l'Église, en vertu de sa charge, le pouvoir ordinaire, suprême, plénier, immédiat et universel. »[9]. Toutefois, en 2021, le pape François retire ce titre dans l'annuaire pontifical[10],[11],[12].
- Successeur du Prince des apôtres[2],[13] (en latin : successor principis apostolorum)[13] : comme tout évêque, le pape est successeur des apôtres[14]. Le prince des apôtres dont l'évêque de Rome est le successeur est l'apôtre Pierre. En effet, selon la tradition, rapportée par le Catalogus Liberianus et reprise par le Liber Pontificalis, Pierre est le premier évêque de Rome. En termes de droit canonique, il en est le successeur immédiat, investi par le Christ même, et non par la vertu de la succession des papes. Ce qui fait qu'un pape ne peut pas se donner un coadjuteur, ni choisir le pape suivant, ni interférer dans son élection[15].
- Souverain pontife de l’Église universelle[2],[16] (en latin : summus pontifex Ecclesiae universalis) : le pontife est le prêtre dans la tradition pré-chrétienne. Il fait le pont entre Dieu et les hommes. Le pape est le ‘suprême médiateur’, celui qui fait le pont entre Dieu et l’ensemble de la communauté chrétienne. Dans l’Antiquité romaine, le titre pontifex maximus (« grand pontife »)[17],[18] était réservé[16] au pontife qui présidait le collège des pontifes, chargés de l’organisation du culte public, de l’établissement du calendrier et du règlement des litiges d’ordre religieux. Les empereurs romains se le réservèrent[16]. L’empereur Gratien (367-383) l’abandonne[19] entre 379, date à laquelle Ausone l’en gratifie[20], et l’hiver 382-383, d’après Zozisme. À partir de 900 exclusivement attribué au pape, il devient par la suite le plus fréquemment utilisé dans les documents pontificaux. L'Église universelle dont l'évêque de Rome est le pontife suprême s'entend de l'Église catholique dont les composantes sont l'Église latine et les Églises catholiques orientales. L'évêque de Rome détient, dans l'Église universelle, un pouvoir ordinaire, suprême, plénier, immédiat et universel qu'il peut toujours exercer librement[21]. La signature du pape renvoie à son titre de pontife : elle est composée de son nom suivi de P.P. pour le latin pontifex primus (« premier pontife ») ou pontifex pontificium (« pontife des pontifes »)[16].
- Primat d’Italie[2],[22] (en latin : primatus Italiae)[22] : le pape est un primat. L’Italie dont l'évêque de Rome est le primat s'entend des églises particulières relevant de la Conférence épiscopale italienne (CEI) : elle couvre, outre la République italienne, la République de Saint-Marin, dont le territoire est compris dans le diocèse de Saint-Marin-Montefeltro, et le Vatican, dont le territoire est compris dans le diocèse de Rome. Ce titre lui reconnaît une suprématie d’honneur[22] qui lui confère aussi la prérogative de nommer le président de la CEI[22],[23], alors que la présidence des autres conférences épiscopales est élective[22]. Depuis mai 2017, le pape choisit le président de la CEI sur une liste de trois candidats préalablement désignés, chacun à la majorité absolue, par l'assemblée plénière de la CEI[24].
- Archevêque et métropolite de la Province de Rome[2] (en latin : archiepiscopus ac metropolitanus provinciae romanae)[25] : le diocèse de Rome est un siège métropolitain. La province romaine dont l'évêque de Rome est le métropolitain est la province ecclésiastique de Rome qui comprend le diocèse de Rome et ses suffragants : les sept Églises suburbicaires d'Albano, Frascati, Ostie, Palestrina, Porto-Santa Rufina, Sabina-Poggio Mirteto (-Farfa) et Velletri-Segni. Chaque Église suburbicaire a la particularité d'être un titre cardinalice et un diocèse. Pour l’accomplissement de sa charge d’archevêque métropolitain, le pape est assisté d’un vicaire général qu’il nomme[25].
- Souverain de l’État de la Cité du Vatican[2],[26] (en latin : princeps sui iuris civitatis Vaticanae[26] ; en italien : sovrano dello Stato della Città del Vaticano) est un titre récent. Souverain séculier du minuscule État du Vatican (le ‘Saint-Siège’ pour les instances internationales et la diplomatie) totalement englobé dans la ville de Rome. Le titre fut ajouté après les accords du Latran de 1929, réglant les relations entre l’Italie et l’Église.
- Serviteur des serviteurs de Dieu[2],[27] (en latin : servus servorum Dei)[27] est un titre ancien, ajouté à la titulature du pape par Paul VI (1963-1978)[27] après le concile Vatican II. Grégoire Ier (590-604) serait le premier évêque de Rome à l'avoir porté ; il l'aurait emprunté à Benoît de Nursie[27]. Comme beaucoup d’autres, il n'a pas été exclusivement attribué au pape. Il fait indirectement référence au message donné par le Christ à Pierre par le lavement des pieds lors de la dernière Cène (Jn.13:12-15).
- Patriarche de Rome, et plus tard patriarche d'Occident. Le titre apparaît dans l'Antiquité tardive, au moment de la prise de conscience occidentale que l'ensemble de la Chrétienté latine est née de l'apostolat de Rome. Le titre  fut retiré de la titulature canonique en 2006 par le pape Benoît XVI, voulant marquer par là que le Pontife romain, par rapport aux patriarcats orientaux, ne saurait être réduit à son statut patriarcal strictement occidental (notion historique), il est avant tout, du point de vue catholique, pasteur universel de l'Église. Réintroduit par François en 2024.

## Titre non canonique, mais d'usage courant
- Pape. Le mot pape (en grec πάπας / papas) n’est pas un titre de la titulature canonique. Son origine est une appellation d’affection respectueuse, celle que l’enfant donne à son père (« Papa »). La première attestation documentée de ce terme pour désigner un hiérarque remonte à 306 à Alexandrie : la population chrétienne de cette ville le donna comme « titre » à son évêque Pierre d'Alexandrie qui avait organisé la résistance face à la grande persécution décrétée par Dioclétien. À partir du 1er concile œcuménique de Nicée, où siégèrent des évêques au nombre traditionnel de 318, l'appellation « pape » fut alors affectueusement donnée à tout évêque en tant que chef de l'Église locale qu'il préside. Ce n'est que progressivement, surtout à partir du VIe siècle, que l'appellation a été de plus en plus réservée au seul pontife romain, et ce à l'échelle de l'Église universelle (Orient et Occident)[28].

## Titres tombés en désuétude, ou d'usage ponctuel
- Vicaire de Pierre. Le titre se rencontre durant les premiers siècles du Christianisme, mais tombe rapidement en désuétude. Le titre est tombé en désuétude, au fur et à mesure de l'approfondissement de la réflexion ecclésiologique, le pape n'étant pas l'intendant de l'apôtre Pierre, mais l'intendant du Christ, succédant à Pierre dans cette intendance (voir plus haut : Vicaire de Jésus-Christ).

- Successeur de Saint Pierre et Saint Paul. Tous les papes ont insisté sur la double apostolicité du siège de Rome. Les deux apôtres Pierre et Paul étant morts martyrs à Rome, ce qui donne à la Ville son rang unique parmi les autres sièges apostoliques (Alexandrie, Antioche, Jérusalem et Constantinople).  Cependant, seul Jean VIII, au IXe siècle, a parlé de lui-même comme du ‘Successeur de Pierre et Paul’, dans le contexte particulier d'un débat où était contestée la double fondation apostolique du Siège romain.

- Évêque de l’Église catholique. Titre par lequel Paul VI signe, de manière nouvelle et audacieuse, tous les documents du concile Vatican II (Constitutions dogmatiques et pastorales, décrets, déclarations, etc.), soulignant par là son rôle de pasteur épiscopal universel, en collégialité avec tous les évêques de l’Église catholique romaine.